# Копејг (Њујорк)
Копејг (енгл. Copiague) насељено је место без административног статуса у америчкој савезној држави Њујорк.

## Демографија
По попису из 2010. године број становника је 22.993, што је 1.071 (4,9%) становника више него 2000. године.
| Група             | 2000.          | 2010.          |
| Белци             | 15.849 (72,3%) | 13.167 (57,3%) |
| Афроамериканци    | 960 (4,4%)     | 1.736 (7,6%)   |
| Азијати           | 382 (1,7%)     | 507 (2,2%)     |
| Хиспаноамериканци | 4.489 (20,5%)  | 7.523 (32,7%)  |
| Укупно            | 21.922         | 22.993         |